# Durval Marcondes
Durval Bellegarde Marcondes (São Paulo, 27 de novembro de 1899 – São Paulo, 27 de setembro de 1981) foi um psiquiatra e psicanalista brasileiro, conhecido como o fundador do movimento psicanalítico e um dos pioneiros do movimento psicanalítico no Brasil. Juntamente com Franco da Rocha, fundou em 1927 a Sociedade Brasileira de Psicanálise, que foi a primeira associação psicanalítica da América Latina. Porém a primeira a ser reconhecida e ratificada pela Associação Psicanalítica Internacional foi a Sociedade Brasileira de Psicanálise de São Paulo, em 1951.

## Biografia
Marcondes estudou medicina em São Paulo, graduando-se em 1924 com a especificidade da psiquiatria. Durante seus estudos, ele se interessou pela psicanálise. Logo após sua formatura, em 1927, formou a Sociedade Brasileira de Psicanálise (vindo a tornar-se a atual Sociedade Brasileira de Psicanálise de São Paulo em 1951) com Francisco Franco da Rocha. A partir desta fundação, bem como da aparição do primeiro periódico de psicanálise, ele informou Sigmund Freud e solicitou a entrada da jovem instituição na Associação Psicanalítica Internacional.
Marcondes também é reconhecido por suas contribuições em saúde pública e educação universitária, aplicando e disseminando as teorias de Freud nos primórdios da psicanálise. Em 1927, inaugurou um serviço de saúde mental escolar em São Paulo. Nos anos seguintes, criou os primeiros cursos e cadeiras de psicologia, saúde mental e psicanálise da Universidade de São Paulo, inaugurando o campo de pesquisa e desenvolvimento teórico da psicanálise em um contexto acadêmico na América Latina. Durante esses primeiros anos ele estava em contato epistolar com Sigmund Freud.
A Sociedade fundada por ele trabalhou sob o nome de Sociedade Brasileira de Psicanálise até 1930, ano em que Marcondes recebe uma carta de Max Eitingon informando que o congresso de psicanálise realizado em Amesterdã decidiu adotar um sistema internacional de formação para psicanalistas. com base em três pilares (psicanálise didática, formação teórica e supervisão de casos) adotados pelo Instituto Psicanalítico de Berlim por ele dirigido. Marcondes, então, defende a ideia de adotar esse mesmo sistema no Brasil. Sociedade se dissolve.
Marcondes dedicou-se então a organizar a formação de psicanalistas no Brasil e a dar-lhe a estrutura institucional internacionalmente imposta. O primeiro psicanalista didático convidado para o Brasil é René Spitz, que teria demonstrado entusiasmo por um projeto de ensino no Brasil. Mas devido às revoltas que estavam acontecendo em São Paulo na época, as comunicações epistolares se tornaram difíceis. Aparentemente algum problema de tráfego de correio causou que finalmente o Spitz decidisse viajar aos Estados Unidos, com a mesma missão. Durval Marcondes mais tarde tentou entusiasmar Abrahm Brill, que era presidente da Associação Psicanalítica Internacional, mas isso também não prosperou. Então ele mais uma vez dirigiu-se a Ernst Jones com o pedido de encontrar alguém que viesse ao Brasil para contribuir para o treinamento regular dos psicanalistas. Ernst Jones voltou a lembrar os requisitos brasileiros em Psicanalítica Congresso em 1935. Merianbad psicanalista judeu Adhelehid Koch foi à procura de possibilidades de emigrar da Alemanha por causa da perseguição. Embora Koch inicialmente queria viagem à Palestina, os Estados Unidos ou Argentina, Jones ofereceu a alternativa de ir para apoiar o trabalho de Marcondes é o Brasil como analista de ensino, plano materializou em novembro de 1936. Em 1937 começou seu trabalho psicanalista, em primeiro lugar com o próprio Marcondes e depois com os seus colaboradores.

## Obras (seleção)
- A higiene mental escolar por meio da clínica desorientação infantil. Revista de Neurologia e Psiquiatria de São Paulo, 07/06/1941.
- Contribuição para o problema do estudo dos repetentes da escola primária: condições físicas, psíquicas e sociais. Revista de Neurologia e Psiquiatria de São Paulo, 07/06/1941.
- Clínica de orientação infantil: suas finalidades e linhas gerais de sua organização. In: D. B. Marcondes (Org.), Noções gerais de higiene mental da criança. São Paulo: Livraria Martins, 1946.
- Noções gerais de higiene mental da criança. São Paulo: Martins, 1946.